# Tidra
Tidra (At-Tidra) – wyspa na Oceanie Atlantyckim u wybrzeży Afryki, w zatoce Arkin. Stanowi część Parku Narodowego Banc d'Arguin w Mauretanii. Jej powierzchnia wynosi ok. 220 km², co czyni ją największą wyspą kraju. Zamieszkana jest przez lud Imraguen, trudniący się głównie rybołówstwem.